# Nintendo Switch Lite
Nintendo Switch Lite là một máy chơi trò chơi điện tử cầm tay của Nintendo. Được phát hành vào ngày 20 tháng 9 năm 2019, dưới dạng phiên bản thiết bị cầm tay của Nintendo Switch. Máy có thể chơi hầu hết các trò chơi giống như Nintendo Switch tiêu chuẩn và có năm màu vỏ. Nintendo Switch Lite công bố vào ngày 10 tháng 7 năm 2019 và có tên mã MH.

## Lịch sử

### Lý lịch
Theo The Wall Street Journal, mục tiêu của Nintendo với Switch Lite là sản xuất một máy có giá dưới 200 đô la Mỹ, nhắm đến các game thủ bình thường, để cạnh tranh với các dịch vụ chơi trò chơi không yêu cầu thiết bị chuyên dụng. Để đạt được điều này, Nintendo đã mạnh tay đàm phán giảm giá từ các nhà cung cấp linh kiện. Hơn nữa, Journal nói Nintendo đã có Murata Manufacturing làm nhà cung cấp pin ngoài TDK, để giảm chi phí, bằng cách gây ra sự cạnh tranh giữa hai công ty.
Switch Lite là một thiết bị cầm tay đơn lập, tích hợp bộ tay cầm điều khiển Joy-Con vào phần cứng của thiết bị chính và có màn hình 5,5 in (14 cm). Do được tích hợp Joy-Con, Switch Lite thường bị giới hạn ở các trò chơi được chơi ở chế độ cầm tay; trong khi hầu hết các trò chơi trong thư viện của Nintendo Switch đều tương thích, một số trò chơi, chẳng hạn như 1-2-Switch, yêu cầu Joy-Con rời.

### Phát hành
Switch Lite công bố vào ngày 10 tháng 7 năm 2019 và ra mắt trên toàn thế giới vào ngày 20 tháng 9 năm 2019 với MSRP 199,99 đô la Mỹ. với ba màu: vàng, xám và xanh ngọc. Máy được quảng cáo cùng với The Legend of Zelda: Link's Awakening, một phiên bản làm lại của trò chơi Game Boy năm 1993. Phiên bản đặc biệt, mang thương hiệu Pokémon Sword và Pokémon Shield của Switch Lite, có chủ đề xoay quanh Pokémon Zacian và Zamazenta, ra mắt vào ngày 8 tháng 11 năm 2019, một tuần trước khi trò chơi phát hành. Màu hồng san hô được phát hành vào ngày 20 tháng 3 năm 2020 ở Nhật Bản và ngày 3 tháng 4 ở các nước còn lại trên thế giới.

## Phần cứng
Switch Lite là một thiết bị độc lập, khép kín, tích hợp các đầu vào khác nhau và một số tính năng của bộ điều khiển Joy-Con như là một phần của phần cứng nguyên khối với thiết bị chính. Một miếng đệm định hướng thông thường thay thế bốn nút định hướng ở phía bên trái của thiết bị. Màn hình nhỏ hơn Switch, có kích thước đầy đủ là 5,5 inch (14 cm). Nhìn chung, máy có số số đó là 3,6 nhân 8,2 inch (9,1 cm × 20,8 cm)và có trọng lượng nhẹ0,61 pound (280 g). Pin cũng có dung lượng thấp hơn một chút, ở mức 13,6 Wh/3570 mAh so với 16 Wh/4310 mAh của Switch. Mặc dù pin nhỏ hơn, thiết bị có thời gian chơi lâu hơn cho mỗi lần sạc so với mẫu Switch ban đầu, ước tính kéo dài trong 3 – 7 giờ chơi trò chơi so với 2,5 – 6,5 giờ cho Switch ban đầu. Điều này là do kích thước màn hình nhỏ hơn, phần cứng SoC mới và việc loại bỏ một số tính năng tiêu tốn điện năng như HD Rumble và camera IR có trên tay cầm Joy-Con thông thường.

### Hạn chế
Switch Lite thường chỉ hỗ trợ các trò chơi có thể chơi ở chế độ cầm tay, giữ lại các tính năng như cảm biến con quay hồi chuyển của Switch, khả năng tương thích Bluetooth, Wi-Fi và NFC. Một số trò chơi phải chơi trên bàn yêu cầu tính năng camera HD Rumble hoặc IR, chẳng hạn như 1-2-Switch, yêu cầu người chơi sử dụng bộ điều khiển Joy-Con riêng biệt với Switch Lite. Hệ thống không hỗ trợ bất kỳ đế cắm hoặc kết nối nào với TV và do đó không tương thích với các trò chơi yêu cầu chế độ TV. Những người chơi cố gắng mua các trò chơi yêu cầu chế độ phát lên TV hoặc để trên bàn, qua eShop trên Switch Lite, sẽ được thông báo về tính không tương thích. Mặc dù không được bao gồm trong hệ thống, Switch Lite hỗ trợ các bộ điều khiển bên ngoài tương thích với các mẫu Switch tiêu chuẩn, chẳng hạn như bộ điều khiển Joy-Con độc lập, mặc dù chúng không gắn được vào máy. Một số bộ điều khiển, chẳng hạn như bộ điều khiển GameCube, hoạt động với máy, nhưng yêu cầu bộ điều hợp bổ sung, vì bộ điều hợp GameCube to Switch thông thường sử dụng các cổng USB trên đế cắm của Switch kích thước đầy đủ.

## Tiếp nhận
The Verge đánh giá Nintendo Switch Lite 8 trên 10 điểm, khen ngợi thời lượng pin được cải thiện so với Nintendo Switch tiêu chuẩn cũng như thiết kế ngoại hình và "miếng đệm điều hướng xuất sắc", nhưng bị chỉ trích vì thiếu chế độ TV và thực tế là một số trò chơi không tương thích với mẫu này. PC Magazine chỉ trích chất lượng của các linh kiện được sử dụng trong Switch Lite vì giống như Joy-Cons của Nintendo Switch ban đầu, cần analog của máy cũng bị trôi.

### Doanh số bán hàng
Nintendo Switch Lite bán ra khoảng 1,95 triệu máy trên toàn thế giới vào ngày 30 tháng 9 năm 2019, chỉ 10 ngày sau khi ra mắt. Tính đến  ngày 30 tháng 6 năm 2020, Switch Lite đã bán được 8,84 triệu máy trên toàn thế giới.
Chủ tịch của Nintendo, Shuntaro Furukawa, cho biết trong báo cáo thu nhập tài chính quý 4 của công ty, kết thúc vào ngày 21 tháng 12 năm 2019, rằng khoảng 30% doanh số của Switch Lite là từ các chủ sở hữu hiện tại của máy Switch bản đầu, biến Lite trở thành máy chơi trò chơi dự phòng. Furukawa cũng cho biết, đối với những người mua máy Switch bản đầu, tỷ lệ phụ nữ mua Lite cao hơn so với Switch, và Nintendo sẽ tăng sản xuất Lite cho thị trường đó. Nintendo cũng đã công bố màu mới, màu san hô, được tung ra thị trường vào ngày 20 tháng 3 năm 2020.